# جوي ديفيدمان
جوي ديفيدمان (بالإنجليزية: Joy Davidman)‏ (ولدت هيلين جوي ديفيدمان في 18 إبريل 1915 وتوفيت في 13 يوليو 1960) كانت شاعرة وكاتبة أمريكية. غالباً ما يشار إليها باسم «الطفلة المعجزة»، حصلت على درجة الماجستير من جامعة كولومبيا في الأدب الإنكليزي عام 1935 م. وفازت عن كتاب أشعارها خطاب إلى رفيق بمسابقة سلسلة ييل للشعراء الشبان عام 1938 وبجائزة راسيل لوينيس للشعر عام 1939. ألفت العديد من الكتب، من بينهما روايتان.
بينما كانت ملحداً وبعد أن أصبحت عضوة في الحزب الشيوعي الأمريكي، قابلت وتزوجت زوجها الأول ووالد ابنيها، ويليام ليندسي جريشام في عام 1942. وبعد زواج متعثر، وبعد أن تحولت إلى المسيحية، تم الانفصال وغادرت جوي أمريكا وذهبت إلى إنكلترا مع أبنائها.
في عام 1954 نشرت العمل الأكثر شهرة لها دخان على الجبل، و تفسير الوصايا العشر مع مقدمة كتبها سي. إس. لويس. وكان للويس تأثير على عملها وتحولها وأصبح الزوج الثاني لها بعد الانتقال بشكل دائم إلى إنجلترا في عام 1956. توفيت جوي ديفيدمان بسبب سرطان العظام الثانوي في عام 1960.
العلاقة التي تطورت بين جوي ولويس تم إبرازها في فيلم تلفزيوني للبي بي سي، ومسرحية، وفيلم سينمائي بعنوان أرض الظلال. نشر لويس رثاء ظهر تحت اسم مستعار في عام 1961، من مذكراته التي احتفظ بها بعد وفاة زوجته كاشفاً عن حزنه الهائل وفترة تساؤله لله.